# Саллом-Во
Саллом-Во (англ. Sullom Voe) — довга морська затока (або во), яка майже розділяє острів Мейнленд на Шетландських островах. Саллом-Во простягається на південь на 8 миль (13 км) від Єлл-Саунд до Єлл-Вік і села Брей. Хоча, мабуть, найбільш відомий сьогодні завдяки нафтовому терміналу «Саллом-Во», який був відкритий у 1978 році, во довгий час надавав притулок для судноплавства. Лише вузька смужка землі, відома як Мевіс-Грінд, відокремлює Саллом-Во від затоки Сент-Магнус на заході, залишаючи район Нортмавін майже ізольованим на північному заході. Морські відкладення в торфі тут свідчать про давнє цунамі, спричинене підводною лавиною біля Норвегії 7000 років тому, яка спустилася в Саллом-Во, спустошуючи навколишню землю.
У протоці є чотири глибоководні причали, розташовані в Sullom Voe Terminal, що дозволяє найбільшому з танкерів причалювати та експортувати сиру нафту та зріджений нафтовий газ по всьому світу. Портом керує Рада Шетландських островів, а терміналом керує BP Exploration від імені консорціуму нафтових компаній. Є ще причали з невеликою осадкою, розташовані в Гартс Вое.
Під час Другої світової війни Саллом-Во використовувався як база для летючих човнів. З появою нафтового термінала аеродром оновили й модернізували для створення аеропорту Скатста.